# FH Complete
FH Complete ist ein Hochschulinformationssystem, welches im Jahr 2004 von der Systementwicklung der Fachhochschule Technikum Wien entwickelt wurde. Das Ziel war und ist die Programmierung einer, speziell auf die administrativen Bedürfnisse von Bildungseinrichtungen angepassten, freien Software und deren Weiterentwicklung.

## Geschichte
Christian Paminger entwickelte im Jahre 1999/2000 ein Warenwirtschaftssystem für die FH Technikum Wien, um ein bestehendes System auf MS-Office Basis abzulösen und zu verbessern. Die neue, rein webbasierte Anwendung, war für die damalige Zeit sehr innovativ und kostengünstig.
Inspiriert durch den Erfolg und die neuen Möglichkeiten, wurden im Jahr 2004 neue Projekte von Herrn Paminger gestartet, um bestehende Insellösungen (Lehraufträge, Stundenplan, behördliche Meldeverordnung etc.) abzulösen. Die Eigenentwicklungen wurden als freie Software lizenziert, um anderen Bildungseinrichtungen die Möglichkeit einer Kooperation zu bieten.
Seit September 2008 wird FH Complete bzw. einzelne Module davon in mehreren Bildungseinrichtungen eingesetzt, welche sich an der Weiterentwicklung der Software beteiligen. Zu den Anwendern zählen neben der FH Technikum Wien:
- Fachhochschule des BFI Wien
- Fachhochschule Burgenland
- Fachhochschule St. Pölten
- Katholische Privat-Universität Linz

## Technischer Aufbau
FH Complete ist eine Remote-Web-Application, basierend auf PHP und einer objektorientierten Grundarchitekur. Die GUI basiert großteils auf XUL und DHTML. Zur Speicherung der Daten wird eine relationale Datenbank verwendet (PostgreSQL). Das Programm und seine Komponenten sind unter der GPL (General Public Licence) lizenziert und ermöglichen einen Zugang über Browser. Es werden offene Standards verwendet, weshalb die Software zu 100 % frei und unabhängig ist.
Die Module lassen sich durch Add-ons erweitern, darüber hinaus existieren Schnittstellen zu anderen Systemen, wie z. B. Moodle, CRM.

### Modul CIS
Das Modul CIS (Campus Informations-System) ist die zentrale Plattform für Studierende und Lektoren und bietet Zugang zu den wesentlichsten, administrativen Teilen. Sie dient der Information, Kommunikation und Interaktion von und zwischen Mitarbeitern, Lektoren und Studierenden einer Hochschule. Im CIS finden sich wichtige Dokumente und Links zu verschiedenen Verwaltungssystemen. Wesentliche Funktionen sind:
- Abruf und Export der Stundenpläne
- Newsverwaltung
- Schnittstelle zur eLearning-Plattform
- „Mein CIS“ für individuelle Informationen
- Anwesenheits- und Notenlisten

### Modul FAS
Das Modul FAS (Freie Administrations-System) ist ein multifunktionales Administrationsprogramm zur Verwaltung von Studierenden und Mitarbeitern einer Hochschule. Vom Eintritt bis zum Ausscheiden eines Mitarbeiters und vom Interessenten bis zum Absolventen verwaltet das Programm alle relevanten Daten rund um den Lehrbetrieb einer Hochschule. Im FAS werden Stammdaten zu Personen angelegt und verwaltet sowie Lehreinheiten angelegt. Wesentliche Funktionen sind:
- Abwicklung des gesamten Lebenszyklus eines Studierenden
- Lehraufträge und Gesamtkostenaufstellung
- Datensäuberung für die BIS-Meldung mit Plausibilitätsprüfung
- Kontoführung der Studierenden
- Digitale Studierendenakte

### Modul Tempus
Das Modul Tempus dient zur Erstellung, Wartung und Modifikation von Stundenplänen. Die Bearbeitung erfolgt wochenweise basierend auf Kalenderwochen per Drag&Drop. Die Daten zum Planen erhalten die User aus den Lehraufträgen. Bei der Planung wird Rücksicht auf die Verfügbarkeit der Lektoren, Studierenden und Räume genommen und bei Kollisionen eine Warnung ausgegeben. Lektoren haben die Möglichkeit, Zeitwünsche und Verfügbarkeiten einzutragen, die dem Stundenplaner auf einen Blick angezeigt werden. Wesentliche Funktionen sind:
- Steuerung per Drag&Drop
- Automatische Kollisionsprüfung
- Automatische Update-Mails
- Direkte Bearbeitung der Lehraufträge
- Arbeiten mit mehreren Fenstern

### Modul VileSci
Das Modul VileSci ist die Wartungsoberfläche für Administratoren. Die Verwaltung von Gruppen und nicht variablen Daten sowie statistische Auswertungen werden hier vorgenommen. Auch Zugriffsberechtigungen werden in dieser Oberfläche gesetzt. Wesentliche Funktionen sind:
- Wartung der Lehrveranstaltungen
- Zusammenlegung doppelter Datensätze
- Statistikmodul
- Verwaltung von Raumdaten, Berechtigungen und Zutrittskarten

### Add-ons
- Abrechnung – LektorInnenabrechnung
- Bewerbung – Bewerbungstool
- Kompetenzen – Kompetenzverwaltung
- LV-Evaluierung – Lehrveranstaltungsevaluierung
- LV-Information – Lehrveranstaltungsinformationen
- Reports – Auswertungen, Reports, Charts
- StgV – Studiengangsverwaltungs-Tool
- Textbausteine – Textbausteine und Serienbriefe
- WaWi – Bestellwesen und Warenwirtschaft
- und viele weitere...